# 위킴위
위킴위(Wee Kim Wee, 黄金辉, 黃金輝, Huáng Jīnhuī, N̂g Kim-hui, 1915년 11월 4일~2005년 5월 2일)는 싱가포르의 정치인이다. 제4대 대통령으로 1985년부터 1993년까지 재직하였다.
평민적 이미지의 대통령으로서, 사람들과 영어, 중국어, 말레이어로 대화하였다. 배드민턴과 축구를 좋아하였으며, 자선단체의 명예 찬조자로 활동하였다.
난양 이공대학에 그의 이름을 딴 위킴위통신정보대학(WKWSCI)이 설치되어 있다.

## 어린 시절
1915년 가난한 집안에서 전보 직원의 아들로 태어났다. 아버지는 위충레이(Wee Choong Lay), 어머니는 추아레이화(Chua Lay Hua)이다. 아버지는 그가 8세 때 작고하였다. 오트람 중학교(Outram Secondary School, (당시 欧南园学校, 欧南中学)에서 공부한 뒤, 1930년부터 스트레이츠 타임즈(海峡时报, The Straits Times)에서 근무하다가, 정치 이슈 리포터(reporter)가 되었다. 1936년 결혼한 뒤, 1941년에 사직하고, 연합출판 국제 협회(United Press International, United Press Associations, 美国 合众社)의 주 싱가포르, 말레이시아, 보르네오의 기자로 근무하여, 1950년대에는 그 협회의 chief correspondent가 되었다. 1959년 The Straits Times로 복귀하여, 싱가포르 부편집장(副总编辑)으로 일했다. 1966년, 인도네시아의 대통령 수하르토(Suharto)와의 인터뷰를 통해, 3년 째 계속되던 말레이시아와의 대립관계를 개선하려는 수하르토의 의도를 리포트하였다. 수하르토의 말로 헤드라인을 장식하였다.
"평화여, 곧 좋아질 것이다!" . - 수하르토의 말

## 경력
편집장(editorial manager)을 거쳐, 1973년부터 7년간 싱가포르 정부 주 말레이시아 고등 판무관(High Commissioner, 最高专员)으로 근무하였다. 1980년 9월 일본 대사(ambassador), 1981년 2월 대한민국(South Korea) 대사가 되었다. 외교관 경력을 마무리한 1984년에, 싱가포르방송공사의 회장(新加坡广播局主席)이 되었으며, 1년 뒤 대통령으로 선출되었다.

## 대통령 재직
싱가포르 의회(Parliament of Singapore)에서만 대통령 후보를 낼 수 있었다. 그의 재직 2기(During Wee's second term)에 싱가포르 의회는 1991년 1월의 개헌을 통해 대통령 직선을 실시하여, 정부 예산 및 행정청의 약속에 거부권(veto)을 행사할 권한을 부여하였다. 국제 보안 법(Internal Security Act) 및 종교적 하모니 관계법령(religious harmony laws)을 실시하고 부패에 대해 조사할 권한을 갖게 되었다. 연령 및 건강 상의 이유로 첫 대통령 선거에는 출마하지 않기로 결정하고, 대통령으로서의 2기의 임기를 마쳤다.
2004년 자서전 Glimpses and Reflections를 출판하였다. 50만 싱가포르 달러(Singapore dollar)가 8개의 자선기관에 기부되었다. 그는 토생화교(Peranakan)의 후예로서는 최초로 싱가포르 대통령이 된 사람이다. 말레이어는 유창하게 구사하였으나, 중국어는 하지 못했다.

## 사망
전립선암이 재발하였으며, 2005년 5월 2일 오전 5시 10분(싱가포르 현지시간) 자택에서 서거하였다. 향년 89세. 죽기 전, 그는 크란지 묘지에 묻히는 대신 화장하여 만다이 콜롬바리움에 자신의 재를 뿌려줄 것을 부탁하였다.
부인은 코속히옹(许淑香, Koh Sok Hiong)이고, 아들은 빌 위혹키(Bill Wee Hock Kee)이며, 딸 6명과 손자 13명을 두었으며, 증손자는 14명이다.

## 참고 문헌
- Wee Kim Wee (2004), Glimpses and Reflections. Landmark Books, Singapore. ISBN 981-3065-87-7
- On The Record: The Journalistic Legacy of President Wee Kim Wee. Nanyang Technological University, Singapore. ISBN 978-981-05-6707-1 and ISBN 981-05-6707-3
- Wee Eng Hwa (2010), "Cooking For The President" - a cookbook of Peranakan recipes from Wee's wife, recorded by his daughter Wee Eng Hwa. The cookbook includes much details of Wee's personal life with photographs.
- Speech by Wee Eng Hwa at the launch of Wee Kim Wee School Of Communication And Information, 5 December 2006 at The Istana, Singapore.
- Former President Wee Kim Wee dies at the age of 89 보관됨 2005-05-05 - 웨이백 머신, Channel News Asia, 2 May 2005.

| 전임 데반 나이르 (권한대행)위전진 (권한대행)여김셍 | 제4대 싱가포르의 대통령 1985년 9월 2일 ~ 1993년 9월 1일 | 후임 옹텅청 |

| 전임 여김셍 | 싱가포르의 국가 원수 1985년 9월 2일 ~ 1993년 9월 1일 | 후임 옹텅청 |